# EG-Mitgliedschaftsreferendum in Grönland 1982
Das Referendum zur Mitgliedschaft Grönlands in den Europäischen Gemeinschaften war eine Volksabstimmung zur Fortführung der Mitgliedschaft Grönlands in den Europäischen Gemeinschaften am 23. Februar 1982.

## Vorgeschichte
Grönland war seit 1953 ein gleichberechtigter, aber im Gegensatz zu den Färöern nicht autonomer Teil des Königreichs Dänemark. Am 2. Oktober 1972 wurde im Königreich Dänemark ein Referendum über den Beitritt zur Europäischen Gemeinschaften durchgeführt. Über 63 % der Wähler in Dänemark stimmten für den Beitritt, während in Grönland 70 % dagegen stimmten. Wegen der geringen Bevölkerungszahl konnte das grönländische Votum nichts am Gesamtergebnis ändern und Grönland wurde am 1. Januar 1973 ebenfalls Teil der Europäischen Gemeinschaften. Zuvor hatte man versucht, eine separate Abstimmung durchzuführen, sodass Grönland selbst über seinen Beitritt entscheiden konnte, was aber aus verfassungsrechtlichen Gründen abgelehnt wurde.
Der EG-Beitritt Grönlands war ein Katalysator für eine Umwälzung des Verhältnisses zwischen Grönland und Dänemark. Nur kurz nach der Abstimmung wurde der Hjemmestyreudvalg gegründet, um die grönländischen Wünsche nach mehr Autonomie darzustellen. 1975 wurde die dänisch-grönländische Hjemmestyrekommission gegründet und schließlich einigte man sich auf eine Autonomieregelung, die 1979 mit der Hjemmestyre eingeführt wurde.
Mit Einführung der Hjemmestyre konnte Grönland selbst über seine EG-Mitgliedschaft entscheiden. Bei der Europawahl 1979 kandidierten die Regierungspartei Siumut mit Finn Lynge, unterstützt durch die nicht im Inatsisartut vertretenen Parteien Inuit Ataqatigiit und Sulisartut Partiiat, und die Oppositionspartei Atassut mit Jørgen Hertling um den grönländischen Platz im europäischen Parlament. Die Siumut versprach die schnellstmögliche Durchführung eines Austrittsreferendums und gewann die Wahl mit 55,2 % der Stimmen.

## Referendum
Das Referendum über die Frage einer fortwährenden EG-Mitgliedschaft wurde am 23. Februar 1982 durchgeführt. Für den Austritt warb die Initiative ANISA, für den Verbleib in der EG die EAS (EF-imut Atáinarnigssamik Suleĸatigîgfik). Eine knappe Mehrheit von 53,0 % sprach sich hierbei für den EG-Austritt aus.
| Gemeinde         | Ja    | %      | Nein  | %      | Ungültig | Abgegebene Stimmen | Wahl- berechtigte | Wahl- beteiligung |
| ---------------- | ----- | ------ | ----- | ------ | -------- | ------------------ | ----------------- | ----------------- |
| Qaanaaq          | 119   | 40,3 % | 176   | 59,7 % | 4        | 299                | 459               | 65,1 %            |
| Upernavik        | 356   | 42,3 % | 486   | 57,7 % | 11       | 853                | 1201              | 71,0 %            |
| Uummannaq        | 516   | 41,4 % | 731   | 58,6 % | 14       | 1261               | 1681              | 75,0 %            |
| Ilulissat        | 853   | 46,9 % | 966   | 53,1 % | 16       | 1835               | 2536              | 72,4 %            |
| Qasigiannguit    | 413   | 48,6 % | 437   | 51,4 % | 11       | 861                | 1121              | 76,8 %            |
| Qeqertarsuaq     | 226   | 46,2 % | 263   | 53,8 % | 11       | 500                | 666               | 75,1 %            |
| Aasiaat          | 850   | 51,2 % | 811   | 48,8 % | 30       | 1691               | 2248              | 75,2 %            |
| Kangaatsiaq      | 320   | 59,4 % | 219   | 40,6 % | 7        | 546                | 665               | 82,1 %            |
| Sisimiut         | 851   | 41,8 % | 1186  | 58,2 % | 35       | 2072               | 2839              | 73,0 %            |
| Maniitsoq        | 913   | 51,4 % | 862   | 48,6 % | 30       | 1805               | 2471              | 73,2 %            |
| Nuuk             | 2875  | 52,2 % | 2632  | 47,8 % | 126      | 5633               | 7217              | 78,1 %            |
| Paamiut          | 531   | 41,9 % | 736   | 58,1 % | 50       | 1317               | 1773              | 74,3 %            |
| Ivittuut         | 56    | 88,9 % | 7     | 10,1 % | 5        | 68                 | 255               | 26,7 %            |
| Qaqortoq         | 595   | 38,5 % | 950   | 61,5 % | 34       | 1579               | 2065              | 76,5 %            |
| Narsaq           | 604   | 51,8 % | 562   | 48,2 % | 33       | 1199               | 1485              | 80,7 %            |
| Nanortalik       | 477   | 34,3 % | 912   | 65,7 % | 36       | 1425               | 1861              | 76,6 %            |
| Ammassalik       | 509   | 46,3 % | 590   | 53,7 % | 16       | 1115               | 1544              | 72,2 %            |
| Ittoqqortoormiit | 116   | 56,6 % | 89    | 43,4 % | 1        | 206                | 303               | 68,0 %            |
| Gesamt           | 11180 | 47,0 % | 12615 | 53,0 % | 470      | 24265              | 32390             | 74,9 %            |

## Folgen
Infolge des Referendums wurden Verhandlungen aufgenommen, um das zukünftige Verhältnis Grönlands und der EG auszuhandeln. Schließlich wurde der Grönland-Vertrag geschlossen, der am 1. Januar 1985 in Kraft trat. Grönland erhielt den Status eines Überseeischen Lands und Hoheitsgebiets (ÜLG). Dadurch erhielt die EG Fischereirechte in grönländischen Gewässern, Grönland dafür im Gegenzug jährliche Zahlungen in Höhe von rund 200 Mio. DKK.